# Burlington (Washington)
Burlington je město v okrese Skagit v americkém státě Washington. V roce 2010 mělo 8 388 obyvatel a je částí metropolitní oblasti Mount Vernon-Anacortes.

## Historie
Obec vznikla jako dřevorubecký tábor roku 1882, kdy ji založili John P. Millett a William McKay. Oficiálně byla začleněna až roku 1902.
Burlington je ve svém okolí znám pro svá hojně rozšířená obchodní centra a také jako jedna z nejlepších líhní mladých sportovců ve státě. Před výstavbou obchodních center byla hlavní obchodní ulicí města Fairhaven Street, kde se nyní každé léto koná festival Berry Dairy Days. V nedávné době dostalo město novou knihovnu a radnici.
V roce 2016 zde nedopadený útočník zabil 5 lidí.

## Cascade Mall
Ve městě se nachází Cascade Mall, jedno z hlavních obchodních center v údolí řeky Skagit. Má rozlohu 54 382 m² a nachází se téměř 100 kilometrů severně od Seattlu. Bylo otevřeno roku 1989, kdy jej deník The Wall Street Journal nazval nejrychleji rostoucím a pro podnikatele nejvýhodnějším malým městem v celé zemi. Nedaleko centra se nachází křižovatka důležitých silnic Interstate 5 a Washington State Route 20. Vlastní ho kalifornská společnost Macerich a jeho vedoucím je Taylor Long.

## Osobnosti z Burlingtonu
- Lynn Compton - poručík americké armády ve 2. sv. válce, kde sloužil s Easy Company, a byl tak také vyobrazen v historickém miniseriálu Bratrstvo neohrožených

## Demografie
Z 8 388 obyvatel, kteří ve městě žili roku 2010, tvořili 72 % běloši, 3 % Asiaté a 2 % původní obyvatelé. 31 % obyvatelstva bylo hispánského původu.